# Trachythyone
Trachythyone är ett släkte av sjögurkor. Trachythyone ingår i familjen korvsjögurkor.
Släktet innehåller bara arten Trachythyone elongata.